# Horst Seebass
Horst Seebass (* 3. August 1934 in Berlin; † 12. April 2015 in Ladbergen) war ein deutscher evangelischer Theologe. Von 1989 bis 1999 war er Professor für Altes Testament an der Evangelisch-Theologischen Fakultät der Rheinischen Friedrich-Wilhelms-Universität Bonn.

## Leben und Wirken
Nach dem Abitur begann Seebass zunächst ein Studium der Mathematik, Physik und Chemie in Tübingen und Göttingen, wechselte aber dann zur Theologie. Nach dem Ersten Theologischen Examen in der Evangelisch-lutherischen Landeskirche Hannovers im Juni 1959 bekam er eine Stelle als Hilfsassistent bei Martin Noth. Zum Wintersemester 1961/62 wurde Seebass als Lektor für Hebräisch an die Kirchliche Hochschule Bethel berufen. 1962 wurde Sebass an der Rheinischen Friedrich-Wilhelms-Universität Bonn zum Doctor theologiae promoviert, im Februar 1964 erfolgte hier die Habilitation. 1965 folgte Seebass einem Ruf an die Westfälische Wilhelms-Universität Münster, zunächst im Rahmen einer außerplanmäßigen Professur, ab November 1970 als wissenschaftlicher Rat und ordentlicher Professor. Zum Wintersemester 1981/82 wurde er Ordinarius für Altes Testament der Johannes Gutenberg-Universität Mainz. Von dort wechselte Horst Seebass dann 1989 nach Bonn, wo er am 31. August 1999 emeritiert wurde.
Seebass war auch mit den Sprachen Akkadisch und Ägyptisch vertraut, die er bei Wolfram von Soden und Emma Brunner-Traut gelernt hatte. Er lehrte und schrieb zur Biblischen Hermeneutik, zu den Herrscherverheißungen, zur Josephsgeschichte und zur Thronfolgegeschichte. In seinem Werk Der Gott der ganzen Bibel zeigte er Zusammenhänge von Altem und Neuem Testament auf. Mit seinen Genesis- und Numerikommentaren, die im Neukirchener Verlag erschienen sind, setzte er neue Akzente in der historisch-kritischen Pentateuchforschung mit Prämissen wie der Quellenscheidung.

## Werke
- Geschichtliche Zeit und theonome Tradition in der Joseph-Erzählung, Gütersloher Verlagshaus, Gütersloh, 1978, ISBN 978-3-5790-4082-0
- Der Gott der ganzen Bibel - Biblische Theologie zur Orientierung im Glauben, Herder Verlag, Freiburg 1982, ISBN 978-3-451-19530-3
- Herrscherverheissungen im Alten Testament Neukirchener Verlag, Neukirchen-Vluyn 1992, ISBN 978-3-7887-1398-0
- Genesis I. Urgeschichte. (Gen 1,1-11,26), Neukirchener Verlag, Neukirchen-Vluyn 1996 (3. Auflage 2009, ISBN 978-3-7887-1517-5)
- Genesis II/1. Vätergeschichte I. (Gen 11,27-22,24), Neukirchener Verlag, Neukirchen-Vluyn 1997, ISBN 978-3-7887-1526-7
- Genesis II/2. Vätergeschichte II. (Gen 23,1-36,43), Neukirchener Verlag, Neukirchen-Vluyn 1999, ISBN 978-3-7887-1583-0
- Genesis III. Josephsgeschichte. (Gen 37,1-50,26), Neukirchener Verlag, Neukirchen-Vluyn 2000, ISBN 978-3-7887-1584-7
- Numeri I (1,1 - 4,49 oder 10,10), Biblischer Kommentar Altes Testament, Neukirchener Verlag, Neukirchen-Vluyn 1993,  ISBN 978-3-7887-1475-8 (Auflage 2000, ISBN 978-3-7887-2297-5; 2012, ISBN 978-3-7887-2547-1)
- Numeri II (10,11 - 22,1), Biblischer Kommentar Altes Testament, Neukirchener Verlag, Neukirchen-Vluyn, 1995, ISBN 978-3-7887-1475-8
- Numeri III (22,2 - 36,13), Biblischer Kommentar Altes Testament, Neukirchener Verlag, Neukirchen-Vluyn 2007, ISBN 978-3-7887-2262-3